# レ・リタ・ミツコ
レ・リタ・ミツコ（Les Rita Mitsouko）は、フランスのポップ・ロック・グループ。メンバーは、ギタリストのフレッド・シシャン（Fred Chichin、1954年4月28日 - 2007年11月28日）と、歌手のカトリーヌ・ランジェ（Catherine Ringer、1957年10月18日 - ）の2人。

## 略歴
1980年、フランス・パリで結成。グループ名は女優リタ・ヘイワースとゲランの有名な香水である「ミツコ (Mitsouko)」から採られた。
ファースト・アルバム『リタ・ミツコ』は西ドイツ（当時）の著名なミュージシャンであったコニー・プランクによりプロデュースされた。同アルバムに収められた「Marcia Baila」の大ヒットによって、世界的に存在が知られることとなった。
続く2作はアメリカ合衆国の名プロデューサーであったトニー・ヴィスコンティによりプロデュースされ、アメリカ合衆国でも更なる成功を収めた。
1987年には、ジャン＝リュック・ゴダール監督が映画『右側に気をつけろ (Soigne Ta Droite)』で、2作目のアルバム『ザ・ノー・コンプレンド』のレコーディング風景を取り上げた。
その後もコンスタントに作品を発表し続けるが、2007年11月28日にフレッドががんで亡くなり、グループ活動に幕を閉じた。

## ディスコグラフィ

### スタジオ・アルバム
- 『リタ・ミツコ』 - Rita Mitsouko (1984年、Virgin Records SA)
- 『ザ・ノー・コンプレンド』 - The No Comprendo (1986年、Virgin Records SA)
- 『マーク&ロバート』 - Marc & Robert (1988年、Virgin Records SA)
- 『システムD』 - Système D (1993年、Delabel)
- Cool Frénésie (2000年、Delabel)
- La Femme Trombone (2002年、Virgin Records SA)
- Variéty (2007年、Because Music)

### ライブ・アルバム
- 『アコースティック』 - Acoustiques (1996年、Delabel) ※M6・テレヴァイズド・コンサートでのライブ
- En concert avec l'Orchestre Lamoureux (2004年、Virgin Records SA) ※Les Rita Mitsouko avec L'Orchestre Lamoureux名義
- Chante Les Rita Mitsouko and more à la Cigalle (2008年、Because Music) ※カトリーヌ・ランジェでクレジット

### EP
- The Eye, More Variety (2007年、Because Music)
- Variety Remixes (2007年、Because Music)

### コンピレーション・アルバム
- 『ベスト・オブ・ダンス・リミックス』 - Re (1990年、Virgin Records SA) ※リミックス・アルバム
- Bestov (2001年、Delabel)
- Essentiel (2004年、Virgin, EMI)
- 『ベスト・オブ』 - Best Of (2019年、Because Music)